# آندرادینا (بازیکن فوتبال)
ادی آندرادینا مهاجم اهل برزیل است که در شهر Andradina و در تاریخ ۱۳ سپتامبر ۱۹۷۴ به دنیا آمده‌است.

## باشگاهی
آندرادینا در تیم‌های فوتبال سانتوس، گامبا اوساکا، آلبیرکس نیگاتا و کونسادول ساپورو سابقهٔ حضور دارد.